# كاساس دي فيرناندو ألونسو
بلدية كأساس دي فيرناندو ألونسو (بالإسبانية: Casas de Fernando Alonso)‏، هي إحدى بلديات مقاطعة قونكة إحدى مقاطعات إسبانيا، و التي تقع في منطقة قشتالة لا منتشا وسط البلاد, و المائلة لجهة الشرق من إسبانيا.
يبلغ عدد سكانها 1.397 نسمة وفقاً لإحصائية سنة (2007).